# Laniocera
Laniocera és un gènere d'ocells de la família dels titírids (Tityridae).

## Taxonomia
Segons la Classificació del Congrés Ornitològic Internacional (versió 2.5, 2010) aquest gènere està format per dues espècies:
- Laniocera rufescens - ploranera tacada.
- Laniocera hypopyrra - ploranera cendrosa.